# Остзейская дивизия
Остезийская дивизия (нем. Ostsee-Division; дивизия Балтийского моря) — немецкое военное подразделение численностью 10 000 человек, которым командовал Рюдигер фон дер Гольц.

## Формирование
Основную часть дивизии комплектовали две армейские бригады с Восточного фронта: 95 Резервная пехотная бригада во главе с полковником К. Вольфом и Вторая Гвардейская кавалерийская бригада (во главе с полковником Х. фон Чирским и фон Бегендорфом). Они были поддержаны дополнительной артиллерией и вспомогательными войсками и доставлены в Финляндию военно-морской эскадрой во главе с вице-адмиралом Хуго Мейрером.

## История

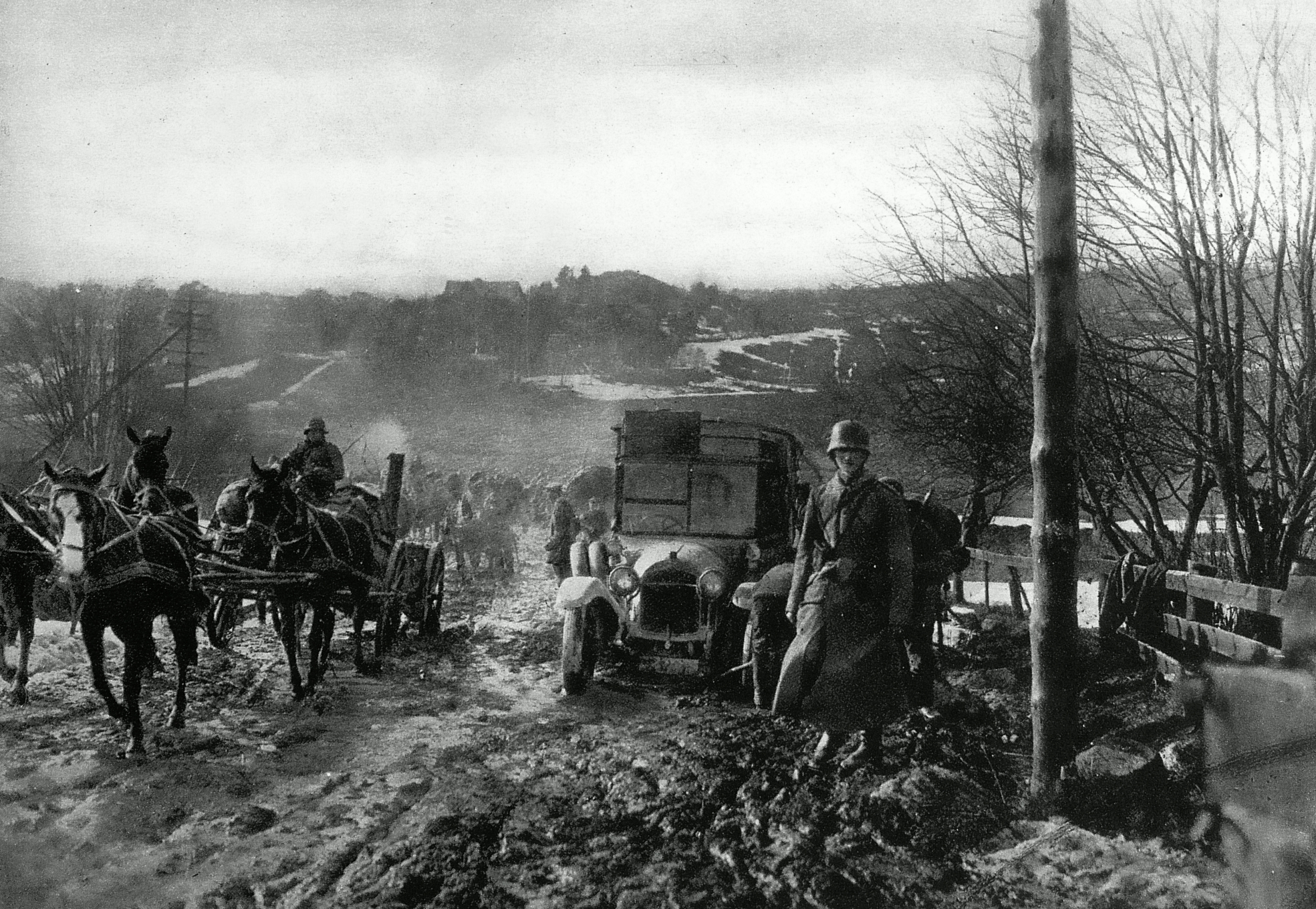
Финляндия, Германская армия на подъеме из Ханко в Хельсинки

14 февраля 1918 года финское правительство сената Свинхуфвуда обратилось к Германской империи за поддержкой в борьбе против красного революционного правительства. Германское правительство удовлетворило эту просьбу прежде всего по политическим причинам, поскольку не желало распространения Большевистской революции и было заинтересовано в хороших германо-финских отношениях в силу военно-стратегических и экономических интересов.
Армия, сформированная 22 февраля 1918 года, должна была поддержать войска «Шюцкора» под командованием генерала Маннергейма в борьбе с «красными гвардейцами».
Во время Гражданской войны в Финляндии дивизия участвовала в многочисленных боях. 3 апреля 1918 года, дивизия прибыла в Ханко и двинулась в направлении Хельсинки и Лахти.Из-за неуклонного отступления «Красных гвардейцев» вначале шли лишь разрозненные бои. Характер боёв изменился при наступлении на Хельсинки, здесь развернулись многодневные ожесточенные уличные бои, которые 13 апреля закончились капитуляцией тамошних красных войск.Общие потери немецких войск при взятии Хельсинки составили около 200 человек.
После активных боевых действий соединения Остезийской дивизии по просьбе финского правительства остались в стране как оккупационные войска. Позже немецкие войска также участвовали в составлении и подготовке и обучении финских военных объединений. В конце августа три батальона дивизии были переброшены назад в Германию.
Формирование стало участвовать в рамках подготовки к борьбе с большевиками совместно с их противниками. С началом операции дивизия должна была начать продвижение по железной дороге на Петроград. Затем во взаимодействии с двумя другими пехотными дивизиями планировалось дальнейшее совместное наступление вдоль Мурманской железной дороги. Однако оперативная подготовка была отменена 27 сентября по указанию Германского военного штаба.
Фон дер Гольц и его дивизия покинули Хельсинки 16 декабря 1918 года в Штеттин, в связи с подписанием Компьенского перемирия.

## Боевой путь
1918 г.  с 4 апреля по 2 мая 1918 – поход в Финляндию.
- 6 апреля: бой у Кариса (95-я резервная пехотная бригада)
- 11 апреля: сражение у Альберги (2-я гвардейская кавалерийская бригада)
- 2—13 апреля: бои под Хельсинки
- 13—19 апреля: развертывание у Хельсинки и продвижение; бой у Скававелле (95-я резервная пехотная бригада).
- 20 апреля: бой у Лоппу (95-я резервная пехотная бригада) 21 апреля – бой у Хювинкяя (95-я резервная пехотная бригада) .
- 22 апреля: захват Рийхимяки 95-й резервной пехотной бригадой
- 25—28 апреля: бов пригороде Tavastehus
- 29 апреля: сражение под Сюрьянтака (Королевский саксонский карабинерский полк)
- 29.04–2.05: бои под Лахти
- 2 мая: бой у Тойвола (1-й гвардейский Уланский полк)